# Du hast
Du hast è un singolo del gruppo musicale tedesco Rammstein, pubblicato il 18 luglio 1997 come secondo estratto dal secondo album in studio Sehnsucht. La musica di questo brano fu scritta da Flake e Richard Kruspe con testo di Till Lindemann.

## Video musicale
Il video è stato ispirato dal film Le iene di Quentin Tarantino.

## Tracce
CD promozionale (Germania), CD
1. Du hast (Single Version) – 3:54
2. Bück dich (Album Version) – 3:21 – assente nell'edizione britannica[5]
3. Du hast (Remix by Jacob Hellner) – 6:44
4. Du hast (Remix by Clawfinger) – 5:24

CD promozionale (Messico)
1. Du hast (Single Version) – 3:54

CD promozionale (Spagna)
1. Du hast – 3:54
2. Du hast (English Version) – 3:54

CD promozionale (Stati Uniti)
1. Du hast (You Hate Me) (International Version) – 3:54
2. Du hast (You Hate Me) (Single & Video Version) – 3:54
3. Du hast (You Hate Me) (Remix by Jacob Hellner) – 6:43

7" (Germania), download digitale – riedizione del 2023
1. Du hast
2. Spiel mit mir (2023 Mix) – 4:46

## Formazione
Gruppo
- Till Lindemann – voce, programmazione
- Richard Kruspe – chitarra, programmazione
- Paul Landers – chitarra, programmazione
- Oliver Riedel – basso, programmazione
- Christoph "Doom" Schneider – batteria, programmazione
- Christian "Doktor Flake" Lorenz – tastiera, programmazione

Altri musicisti
- Marc Stagg – programmazione aggiuntiva
- Bobo – voce femminile

Produzione
- Jacob Hellner – produzione
- Rammstein – produzione
- Ronald Prent – missaggio

## Classifiche
| Classifica (1997-2023)        | Posizione massima |
| ----------------------------- | ----------------- |
| Austria                       | 10                |
| Finlandia                     | 47                |
| Germania                      | 5                 |
| Lituania                      | 28                |
| Regno Unito                   | 185               |
| Slovacchia                    | 28                |
| Stati Uniti (mainstream rock) | 20                |
| Svezia                        | 52                |
| Svizzera                      | 33                |

## In altri media
- La canzone può essere suonata in Guitar Hero 5 e Rock Band 3.[12]
- La canzone fa parte della colonna sonora di Matrix.[13]

## Cover
- La canzone è stata rielaborata dal gruppo industrial metal statunitense Motionless in White per la raccolta Punk Goes 90's Volume 2 del 2014.
- Il gruppo neofolk francese SKÁLD ha realizzato una cover del brano, inclusa all'interno dell'album Huldufólk del 2023.[14]